# The Composer of Desafinado, Plays
The Composer of Desafinado, Plays — дебютный студийный альбом бразильского музыканта Антониу Карлоса Жобина, выпущенный в 1963 году на лейбле Verve Records.

## Об альбоме
Альбом включает дюжину инструментальных композиций в аранжировке Клауса Огермана, работа которого положит начало музыкальным отношениям с Жобином на всю жизнь. Из этих двенадцати песен почти все стали джазовыми стандартами. Вступительный трек «The Girl from Ipanema» считается второй по количеству записываемых песен в истории после «Yesterday» The Beatles, а запись песни Аструд Жилберту и Стэна Гетца стала мировым хитом в 1964 году.
На альбоме Жобин играет как на гитаре, так и на фортепиано, последнему факту продюсеры воспротивились, потому что хотели представить образ латиноамериканца и его гитары, что видно из самой обложки альбома. Жобин в интервью 1988 года на программе NPR «Fresh Air» с Терри Гросс вспомнил об этой борьбе с американскими продюсерами: «…когда я вышел на сцену, мне не разрешили играть здесь на пианино. Знаешь, они сказали: послушай, Антониу, вы должны быть „латинским любовником“. Вы должны играть на гитаре. Знаете, если вы играете на фортепиано, вы разрушаете весь образ, понимаете? Итак, я играю на гитаре много-много лет, вы знаете, это был, скажем так, мой второй инструмент. Раньше я играл на этом инструменте на слух, понимаете?».

## Отзывы и признание
| Оценки критиков                            | Оценки критиков |
| Источник                                   | Оценка          |
| ------------------------------------------ | --------------- |
| AllMusic                                   | [ 5 ]           |
| Encyclopedia of Popular Music              | [ 6 ]           |
| DownBeat                                   | [ 7 ]           |
| MusicHound Jazz: The Essential Album Guide | [ 8 ]           |
| The Rolling Stone Jazz Record Guide        | [ 9 ]           |
| The New Rolling Stone Album Guide          | [ 10 ]          |

Ричард С. Джинелл из AllMusic заявил, что то, что каждой из песен с альбома суждено было стать стандартом — поразительный показатель успешности. Также он отметил импровизацию и изысканно сдержанные аккорды Жобина и аранжировки Клауса Огермана. Пит Уэллинг из DownBeat написал: «Если бы движение босанова выпустило только эту пластинку, это уже было бы полностью оправдано». Том Мун включил данный альбом с своей справочник «1000 произведений, с которыми стоит ознакомиться, прежде чем вы умрёте»: «В музыке Жобиyа всё кажется хрупким. Мелодии — это слабый дымок, удерживаемый в воздухе неразделённым желанием. Гармония имеет уникальную для него молекулярную структуру — богата сложными скользящими схемами аккордов и в то же время мимолетна, как скульптура из песка. Хотя многие воспринимают Жобина как музыку для стоматологического кабинета, инструментальные партии (эта и не менее завораживающая Wave), с их скромными заявлениями о фортепиано и каскадными струнными, являются живой сутью представления о том, что меньше значит больше. Требуется некоторое время, чтобы оценить, насколько больше».
Альбом был включен в Зал славы «Латинской Грэмми» в 2001 году. В 2007 году Rolling Stone Brasil поставил его на 58-е место в списке 100 величайших музыкальных записей Бразилии.

## Список композиций
Вся музыка написана Антониу Карлосом Жобином, авторы слов указаны ниже. Альбом содержит полностью инструментальные версии этих песен.
1. «The Girl from Ipanema» (Винисиус ди Морайс, Норман Гимбел) — 2:42
2. «Amor em Paz (Once I Loved)» (Винисиус ди Морайс) — 3:36
3. «Água de Beber» (Винисиус ди Морайс, Норман Гимбел) — 2:50
4. «Dreamer (Vivo Sonhando)» — 2:35
5. «Favela (O Morro Não Tem Vez)» (Винисиус ди Морайс) — 3:20
6. «Insensatez» (Винисиус ди Морайс) — 2:53
7. «Corcovado» — 2:25
8. «One Note Samba» (Джон Хендрикс, Ньютон Мендонса) — 2:14
9. «Meditation» (Норман Гимбел, Ньютон Мендонса) — 3:15
10. «Jazz Samba (Só Danço Samba)» (Винисиус ди Морайс) — 2:21
11. «Chega de Saudade» (Винисиус ди Морайс) — 4:19
12. «Desafinado» (Ньютон Мендонса) — 2:44

Второй трек был ошибочно указан как «O Morro (Amor Em Paz)» в оригинальной версии на LP, впоследствии ошибка была исправлена.

## Участники записи
- Аранжировка, дирижёр — Клаус Огерман
- Бас-гитара — Джордж Дювивье
- Гитара, фортепиано — Антонио Карлос Жобим
- Продюсер — Крид Тейлор
- Тромбон — Джимми Кливленд
- Ударные — Эдисон Машаду
- Флейта — Лео Райт